# Албе
Албе (фр. Albé) насеље је и општина у источној Француској у региону Алзас, у департману Доња Рајна која припада префектури Селестат Ерштајн.
По подацима из 2011. године у општини је живело 470 становника, а густина насељености је износила 43,4 становника/km². Општина се простире на површини од 10,83 km². Налази се на средњој надморској висини од 130 метара (максималној 901 m, а минималној 274 m).

## Демографија
| 1962. | 1968. | 1975. | 1982. | 1990. | 1999. | 2011. |
| ----- | ----- | ----- | ----- | ----- | ----- | ----- |
| 501   | 501   | 439   | 457   | 439   | 457   | 470   |

График промене броја становника у току последњих година